# Saint-Pierre-de-Colombier
Saint-Pierre-de-Colombier è un comune francese di 451 abitanti situato nel dipartimento dell'Ardèche della regione dell'Alvernia-Rodano-Alpi.

## Società

### Evoluzione demografica
Abitanti censiti